# خيزران
الخَيزُران (بالإنجليزية: Bamboo)‏ هو اسم لأكثر من ألف نوع من أنوع الأعشاب العملاقة ذات جذوع شبه خشبية.
وأغلب أنواع الخيزران هي ذات جذوع مجوفة ومقسمة إلى عقد أو مفاصل، وقد استخدم الصينيون سيقان نبات الخيزران (البامبو) المجوفة في صناعة الورق منذ ألفى عام. كما يستخدم الخيزران في صناعة بعض قطع الأثاث المنزلي العملية، وينبت الخيزران في كل القارات ماعدا في أوروبا والقارة القطبية الجنوبية.
ويمكن زراعة الخيزران ويفضل زراعته في الجو المعتدل في وجود الأمطار ولكن لا مشكلة من زراعته صيفا بشرط حمايته من أشعة وحرارة الجو بوضعه تحت الظلال.
يوجد حوالي 92 جنسًا و5000 نوع من الخيزران حول العالم.

## علم البيئة والجغرافيا
ينبت الخيزران في كل القارات ماعدا قارة أوروبا والقارة القطبية الجنوبية. وأغلب أنواع الخيزران هي ذات جذوع مجوفة ومقسمة إلى عقد أو مفاصل.
وينقسم إلى أكثر من 10 جنسا إلى حوالي 1,450 نوع.
وتم العثور على الأنواع الخيزران في مناخات متنوعة، من الجبال الباردة إلى المناطق المدارية الحارة. حدوثها عبر شرق آسيا، من 50 ° N خط العرض في سخالين [بحاجة لمصدر] من شمال أستراليا، وغربا إلى الهند وجبال الهيمالايا، أيضًا في أفريقيا جنوب الصحراء الكبرى، والأمريكتين من الولايات المتحدة منتصف المحيط الأطلسي جنوبا إلى الأرجنتين وتشيلي، ليصل إلى وجهة نظرهم الجنوبي في أي مكان، في 47 ° S خط العرض. ومن غير المعروف في أوروبا القارية أي الأنواع الأصلية من الخيزران إذا كانت موجودة.

## الاستزراع
يعتبر الخيزران من أسرع النباتات نمواً فقد وجد أن بعض أنواعه تنمو بمعدل 91 سم في اليوم.
معدلات النمو من 100 سم (39 بوصة) في غضون 24 ساعة.
ومع ذلك، فإن معدل النمو يعتمد على التربة والظروف المناخية المحلية، فضلا عن الأنواع، ومعدل نمو أكثر نموذجية لكثير من الخيزران المزروعة عادة في المناخات المعتدلة هي في حدود 3-10 سم (1,2-3,9 في) في اليوم الواحد خلال فترة النمو. تزايد في المقام الأول في المناطق من مناخ أكثر دفئا خلال فترة أواخر العصر الطباشيري، كانت موجودة حقول واسعة في ما هو الآن آسيا. بعض من أكبر الخيزران الأخشاب يمكن أن تنمو أكثر من 30 متر (98 قدم) طويل القامة، وتكون كبيرة مثل 15-20 سم (5,9-7,9 في) في قطر. ومع ذلك، فإن مدى حجم للخيزران الناضجة هي الأنواع التي تعتمد، مع أصغر الخيزران تصل إلا عدة بوصات عالية عند الاستحقاق. وهناك مجموعة وارتفاع نموذجية من شأنها أن تغطي العديد من الخيزران المشتركة التي تزرع في الولايات المتحدة هو 15-40 أقدام (4,6 حتي 12 م)، اعتمادا على الأنواع.
ومن المهم أن نعرف أن ليس فقط هو الخيزران العشب الأسرع نموا في العالم، ولكنها أيضا صديقة للبيئة، ومكتفية ذاتيا.

## الاستخدامات

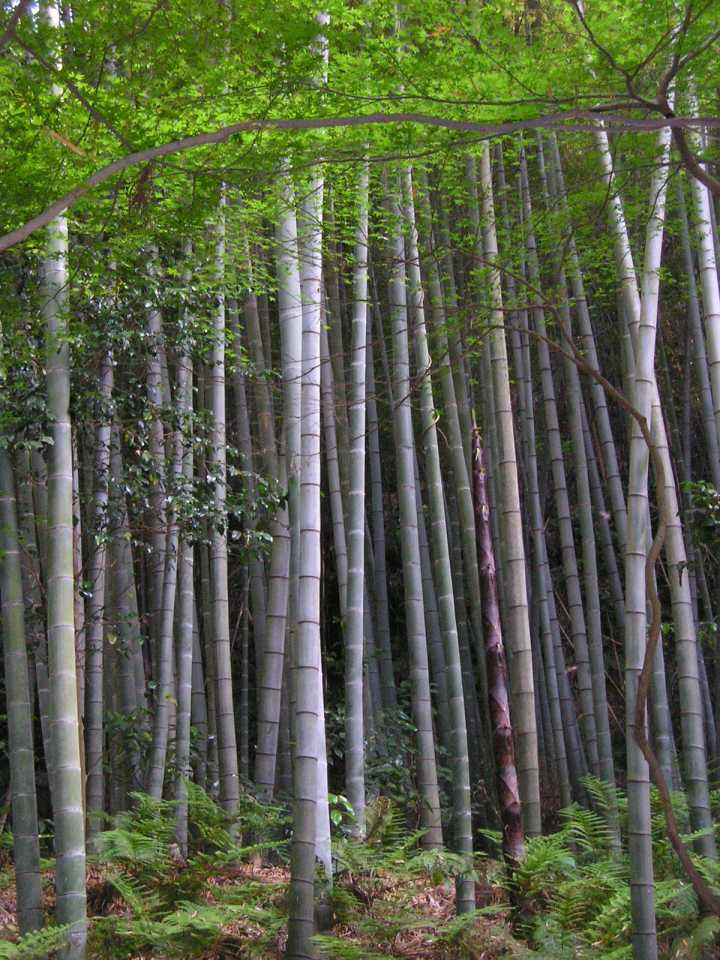
خيزران

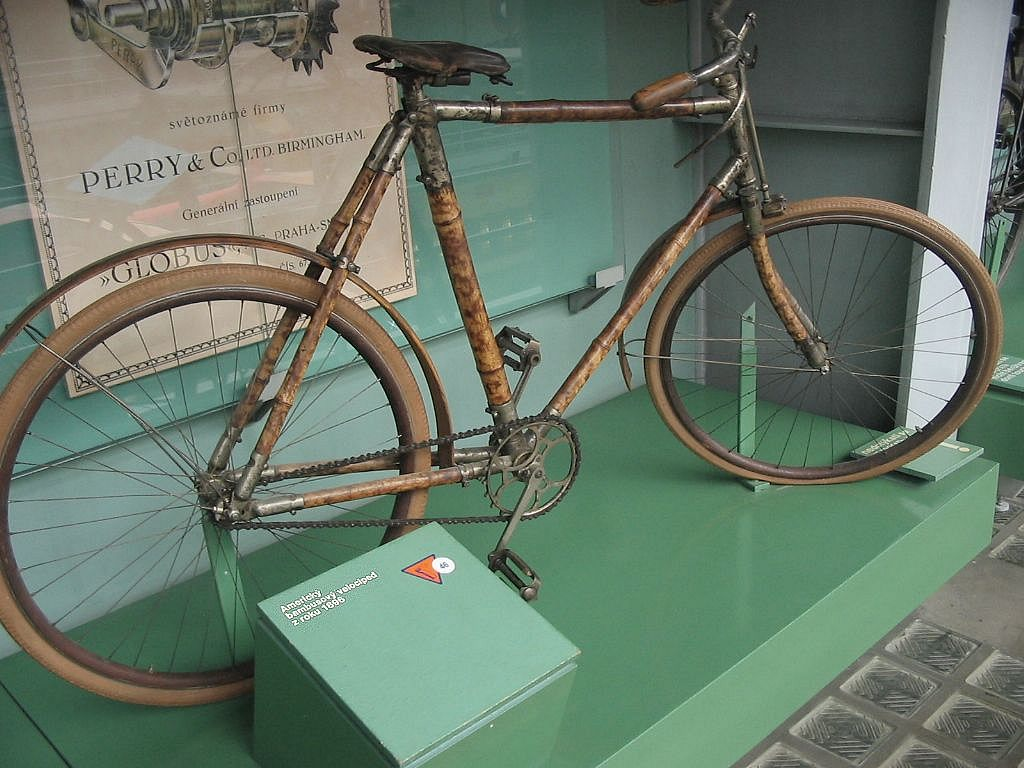
عجلة دراجة صنعت من الخيزران عام 1896)

استخدم الصينيون سيقان نبات الخيزران (البامبو) المجوّفة في صناعة الورق منذ ألفي عام. كما يستخدم الخيزران في صناعة أجمل وأبسط قطع الأثاث المنزلي العملية. ويستخدم أيضاً في تحضير نوع من الحساء يسمى (بامبو شوت) وكذلك وجبة تتكون من الجمبري مع نبات البامبو والفطر الأسود.
وقد استخدمه العرب المسلمون في صناعة أعواد الرماح وغيرها من أسلحة الحرب.
و تصنع من نبات الخيزران (البامبو) آلة موسيقية تسمى الـ (شينوبويه) وهي شبيهة بالناي، كما تصنع من الخيزران لوحات فنية رائعة الجمال وأدوات للمطبخ.

## النظام الغذائي الحيواني
الخيزران هو الغذاء الرئيسي للباندا العملاقة، التي تشكل 99٪ من النظام الغذائي.
براعم الخيزران لينة، والأوراق هي مصدر الغذاء الرئيسي للباندا العملاقة من الصين، الباندا الحمراء من نيبال والخيزران الليمور في مدغشقر.
والغوريلا الجبلية في أفريقيا أيضا تتغذى على الخيزران، ولقد تم توثيق أن أضعف الخيزران المستهلكة التي تم تناولها المخمرة والكحولية: الشمبانزي والفيلة في المنطقة أيضا أكل سيقان.
اليرقات من حفار الخيزران من لاوس وميانمار وتايلاند ومقاطعة يوننان، والصين، يتغذى لب الخيزران الحية. في المقابل، تعتبر هذه اليرقات طعاما شهيا.

## ألياف الخيزران
هناك أسلوبان لإنتاج الألياف من الخيزران طورت كليهما في الصين. الأولى هي عملية ميكانيكية مشابهة لتلك المستخدمة في معالجة الكتان أو القنب ؛ يتم سحق السيقان ثم تحللها إنزيمات طبيعية، ما يسمح بالحصول على الألياف ممشطة.
الطريقة الثانية تستخدم في تقسيم الألياف طريقة ميكانيكية مع استعمال لمواد كيميائية تشمل الكبريت، ثاني كبريتيد الكربون والأحماض القوية.
ألياف الخيزران استخدمت لصنع الورق في الصين منذ عصور مبكرة. وللجودة العالية للورق المصنوع يدويا، لا تزال تنتج بكميات صغيرة. ورق الخيزران الخشن لا يزال يستخدم في طقوس الكثير من المجتمعات الصينية.

## وصلات خارجية
- خيزران على مشروع الدليل المفتوح